# PFK Litex Lovetch
Maillots
Actualités
Le Professionalen Futbolen Klub Litex Lovetch (en bulgare : Професионален Футболен Клуб Литекс Ловеч), plus couramment abrégé en Litex Lovetch, est un club bulgare de football fondé en 1921 et basé dans la ville de Lovetch.

## Historique
- 1921 : fondation du club sous le nom de Hisarya.
- 1991 : le club est renommé Leks Lovetch.
- 1995 : le club est renommé FK Lovetch.
- 1996 : le club est renommé PFK Litex Lovetch.
- 1998 : première participation à une Coupe d'Europe (C1, saison 1998/99).
- 1999 : le club est renommé FK Lovetch.
- 2001 : le club est renommé PFC Litex Lovetch.
- 16 décembre 2015 : Le club est exclu du championnat à la suite d'un incident lors d'un match contre le Levski. L'équipe s'était retiré en cours de rencontre pour protester contre l'arbitrage[2].
- 2016 : Le club vend sa licence au CSKA Sofia, qui aurait dû être relégué en 3e division, à la suite des difficultés financières, cela permet au CSKA de jouer en 2016-2017 en deuxième division, puis remonter en fin de saison en première division. Le Litex Lovech repart en troisième division s'offrant même une demi finale en Coupe de Bulgarie, en fin de saison le club termine à la première place et évolue lors de la saison 2017-2018 en deuxième division.

## Bilan sportif

### Palmarès
| Compétitions nationales |  | |
| \| - Championnat de Bulgarie (4) : - Champion : 1998, 1998-99, 2010 et 2011 - Vice-champion : 2002. - Coupe de Bulgarie (4) : - Vainqueur : 2000-01, 2004, 2008 et 2009 - Finaliste : 1998-99, 2003 et 2007. - Supercoupe de Bulgarie (1) : - Vainqueur : 2010. - Finaliste : 2004, 2007, 2008, 2009 et 2011. \| \| - Championnat de Bulgarie D2 (2) : - Champion : 1994 et 1997 - Championnat de Bulgarie D3 (1) : - Champion : 2017 \| |  | |
| - Championnat de Bulgarie (4) : - Champion : 1998, 1998-99, 2010 et 2011 - Vice-champion : 2002. - Coupe de Bulgarie (4) : - Vainqueur : 2000-01, 2004, 2008 et 2009 - Finaliste : 1998-99, 2003 et 2007. - Supercoupe de Bulgarie (1) : - Vainqueur : 2010. - Finaliste : 2004, 2007, 2008, 2009 et 2011. |  | - Championnat de Bulgarie D2 (2) : - Champion : 1994 et 1997 - Championnat de Bulgarie D3 (1) : - Champion : 2017 |

| - Championnat de Bulgarie (4) : - Champion : 1998, 1998-99, 2010 et 2011 - Vice-champion : 2002. - Coupe de Bulgarie (4) : - Vainqueur : 2000-01, 2004, 2008 et 2009 - Finaliste : 1998-99, 2003 et 2007. - Supercoupe de Bulgarie (1) : - Vainqueur : 2010. - Finaliste : 2004, 2007, 2008, 2009 et 2011. |  | - Championnat de Bulgarie D2 (2) : - Champion : 1994 et 1997 - Championnat de Bulgarie D3 (1) : - Champion : 2017 |

### Bilan européen
Légende
- Victoire ou qualification pour le tour suivant
- Match nul
- Défaite ou élimination de la compétition

Note : dans les résultats ci-dessous, le score du club est toujours donné en premier
| Saison    | Compétition         | Tour                | Club                       | Domicile | Extérieur | Total             |
| --------- | ------------------- | ------------------- | -------------------------- | -------- | --------- | ----------------- |
| 1998-1999 | Ligue des champions | Premier tour Q      | Halmstads BK               | 2 - 0    | 1 - 2     | 3 - 2             |
| 1998-1999 | Ligue des champions | Deuxième tour Q     | Spartak Moscou             | 0 - 5    | 2 - 6     | 2 - 11            |
| 1998-1999 | Coupe UEFA          | Premier tour        | Grazer AK                  | 1 - 1    | 0 - 2     | 1 - 3             |
| 1999-2000 | Ligue des champions | Premier tour Q      | Glentoran FC               | 3 - 0    | 2 - 0     | 5 - 0             |
| 1999-2000 | Ligue des champions | Deuxième tour Q     | Widzew Łódź                | 4 - 1    | 1 - 4 ap  | 5 - 5 (2 - 3 tab) |
| 2001-2002 | Coupe UEFA          | Tour préliminaire   | Longford Town              | 2 - 0    | 1 - 1     | 3 - 1             |
| 2001-2002 | Coupe UEFA          | Premier tour        | Inter Bratislava           | 3 - 0    | 0 - 1     | 3 - 1             |
| 2001-2002 | Coupe UEFA          | Deuxième tour       | Union Berlin               | 0 - 0    | 2 - 0     | 2 - 0             |
| 2001-2002 | Coupe UEFA          | Seizièmes de finale | AEK Athènes                | 1 - 1    | 2 - 3     | 3 - 4             |
| 2002-2003 | Coupe UEFA          | Tour préliminaire   | Atlantas Klaipėda          | 5 - 0    | 3 - 1     | 8 - 1             |
| 2002-2003 | Coupe UEFA          | Premier tour        | Panathinaïkos              | 0 - 1    | 1 - 2 ap  | 1 - 3             |
| 2003-2004 | Coupe UEFA          | Tour préliminaire   | Zimbru Chişinău            | 0 - 0    | 0 - 2     | 0 - 2             |
| 2004-2005 | Coupe UEFA          | Deuxième tour Q     | Željezničar Sarajevo       | 7 - 0    | 2 - 1     | 9 - 1             |
| 2004-2005 | Coupe UEFA          | Premier tour        | Grazer AK                  | 1 - 0    | 0 - 5     | 1 - 5             |
| 2005-2006 | Coupe UEFA          | Deuxième tour Q     | HNK Rijeka                 | 1 - 0    | 1 - 2     | 2E - 2            |
| 2005-2006 | Coupe UEFA          | Premier tour        | KRC Genk                   | 2 - 2    | 1 - 0     | 3 - 2             |
| 2005-2006 | Coupe UEFA          | Groupe D            | Grasshoppers Zurich        | 2 - 1    | N/A       | Troisième         |
| 2005-2006 | Coupe UEFA          | Groupe D            | FK Dnipro                  | N/A      | 2 - 0     | Troisième         |
| 2005-2006 | Coupe UEFA          | Groupe D            | AZ Alkmaar                 | 0 - 2    | N/A       | Troisième         |
| 2005-2006 | Coupe UEFA          | Groupe D            | Middlesbrough FC           | N/A      | 0 - 2     | Troisième         |
| 2005-2006 | Coupe UEFA          | Seizièmes de finale | RC Strasbourg              | 0 - 2    | 0 - 0     | 0 - 2             |
| 2006-2007 | Coupe UEFA          | Premier tour Q      | FC Koper                   | 5 - 0    | 1 - 0     | 6 - 0             |
| 2006-2007 | Coupe UEFA          | Deuxième tour Q     | Omonia Nicosie             | 2 - 1    | 0 - 0     | 2 - 1             |
| 2006-2007 | Coupe UEFA          | Premier tour        | Maccabi Haïfa              | 1 - 3    | 1 - 1     | 2 - 4             |
| 2007-2008 | Coupe UEFA          | Premier tour Q      | Sliema Wanderers           | 4 - 0    | 3 - 0     | 7 - 0             |
| 2007-2008 | Coupe UEFA          | Deuxième tour Q     | Besa Kavajë                | 3 - 0    | 3 - 0     | 6 - 0             |
| 2007-2008 | Coupe UEFA          | Premier tour        | Hambourg SV                | 0 - 1    | 1 - 3     | 1 - 4             |
| 2008-2009 | Coupe UEFA          | Deuxième tour Q     | Hapoël Ironi Kiryat Shmona | 0 - 0    | 2 - 1     | 2 - 1             |
| 2008-2009 | Coupe UEFA          | Premier tour        | Aston Villa                | 1 - 3    | 1 - 1     | 2 - 4             |
| 2009-2010 | Ligue Europa        | Barrages Q          | BATE Borisov               | 0 - 4 ap | 1 - 0     | 1 - 4             |
| 2010-2011 | Ligue des champions | Premier tour Q      | Rudar Pljevlja             | 1 - 0    | 4 - 0     | 5 - 0             |
| 2010-2011 | Ligue des champions | Deuxième tour Q     | MŠK Žilina                 | 1 - 1    | 1 - 3     | 2 - 4             |
| 2010-2011 | Ligue Europa        | Barrages Q          | Debrecen VSC               | 1 - 2    | 0 - 2     | 1 - 4             |
| 2011-2012 | Ligue des champions | Premier tour Q      | Mogren Budva               | 3 - 0    | 2 - 1     | 5 - 1             |
| 2011-2012 | Ligue des champions | Deuxième tour Q     | Wisła Cracovie             | 1 - 2    | 1 - 3     | 2 - 5             |
| 2011-2012 | Ligue Europa        | Barrages Q          | Dynamo Kiev                | 1 - 2    | 0 - 1     | 1 - 3             |
| 2014-2015 | Ligue Europa        | Premier tour Q      | Veris Chișinău             | 3 - 0    | 0 - 0     | 3 - 0             |
| 2014-2015 | Ligue Europa        | Deuxième tour Q     | Diósgyőri VTK              | 0 - 2    | 2 - 1     | 2 - 3             |
| 2015-2016 | Ligue Europa        | Premier tour Q      | FK Jelgava                 | 2 - 2    | 1 - 1     | 3 - 3E            |

## Personnalités du club

### Présidents
- Trifon Popov
- Danail Ganchev

### Entraîneurs
Le tableau suivant présente la liste des entraîneurs du club depuis 1992.
| Rang | Nom                | Période              |
| ---- | ------------------ | -------------------- |
| 1    | Boris Angelov      | juin 1992-mai 1993   |
| 2    | Georgi Denev       | juin 1993-mai 1994   |
| 3    | Radoslav Zdravkov  | mai 1994-mai 1996    |
| 4    | Ferario Spasov     | mai 1996-mai 1997    |
| 5    | Dragoljub Bekvalac | mai 1997-août 1997   |
| 6    | Dimitar Dimitrov   | sept. 1997-août 1998 |
| 7    | Ferario Spasov     | sept. 1998-juin 1999 |
| 8    | Dimitar Dimitrov   | juin 1999-déc. 1999  |
| 9    | Čedomir Đoinčević  | déc. 1999-mai 2000   |
| 10   | Mihai Stoichiță    | mai 2000-juin 2000   |
| 11   | Ferario Spasov     | nov. 2000-mai 2003   |

| Rang | Nom                    | Période                     |
| ---- | ---------------------- | --------------------------- |
| 12   | Dragoljub Simonović    | juin 2003-févr. 2004        |
| 13   | Ljupko Petrović        | févr. 2004-mai 2004         |
| 14   | Stoycho Mladenov       | juin 2004-nov. 2004         |
| 15   | Itzhak Shum            | 15 nov. 2004-mai 2005       |
| 16   | Ljupko Petrović        | 1er juil. 2005-12 juin 2007 |
| 17   | Ferario Spasov         | juin 2007-nov. 2007         |
| 18   | Miodrag Ješić          | nov. 2007-mai 2008          |
| 19   | Stanimir Stoilov       | 1er juin 2008-28 août 2009  |
| 20   | Angel Chervenkov       | 1er sept. 2009-5 août 2010  |
| 21   | Petko Petkov (intérim) | 5 août 2010-1er sept. 2010  |
| 22   | Liouboslav Penev       | 2 sept. 2010-24 oct. 2011   |

| Rang | Nom                       | Période                     |
| ---- | ------------------------- | --------------------------- |
| 23   | Atanas Dzhambazki         | 24 oct. 2011-31 déc. 2011   |
| 24   | Hristo Stoichkov          | 5 janv. 2012-5 juin 2013    |
| 25   | Zlatomir Zagorčić         | 1er juil. 2013-31 mars 2014 |
| 26   | Miodrag Ješić             | 31 mars 2014-25 mai 2014    |
| 27   | Krasimir Balakov          | 26 mai 2014-10 juil. 2015   |
| 28   | Ljupko Petrović (intérim) | 10 juil. 2015-5 août 2015   |
| 29   | Laurențiu Reghecampf      | 6 août 2015-3 déc. 2015     |
| 30   | Ljupko Petrović           | 3 déc. 2015-3 janv. 2016    |
| 31   | Liouboslav Penev          | 22 janv. 2016- 2 juin 2016  |
| 32   | Zhivko Zhelev             | 4 juil. 2016-               |

### Joueurs emblématiques
- Radostin Kishishev
- Svetoslav Todorov
- Rosen Kirilov
- Zdravko Zdravkov
- Ivaylo Petkov
- Ivelin Popov
- Stanislav Manolev
- Bogdan Pătrașcu
- Eugen Trică
- Alban Bushi
- Fabien Boudarène
- Wilfried Niflore
- Jean-Philippe Caillet
- Cédric Cambon
- Cédric Uras
- Mourad Hdiouad
- Robert Popov
- Tiago
- Rodrigo Galatto
- Doka Madureira
- Beto
- Alejandro Cichero
- Milivoje Novakovič.